# Шиселвени
Шиселвени (англ. и свати Shiselweni) — административный округ на юго-западе Эсватини. Территория 3 779 км², население 201 346 человек (2010). Административный центр — город Нхлангано. Граничит с округами Лубомбо на северо-востоке и Манзини на северо-западе, а также с ЮАР на юге.

## Административное деление
Округ Шиселвени делится на 14 районов (tinkhundla):
- Геге (Gege)
- Хосеа (Hosea)
- Кубута (Kubuta)
- Масейисини (Maseyisini)
- Южный Матсанджени (Matsanjeni Sud)
- Мтсамбама (Mtsambama)
- Нгудзени (Ngudzeni)
- Нквене (Nkwene)
- Сандлени (Sandleni)
- Шиселвени I (Shiselweni I)
- Шиселвени II (Shiselweni II)
- Сигве (Sigwe)
- Лавумиса (Lavumisa)
- Зомбодзе (Zombodze)